# Figli di nessuno (amianto)
Figli di nessuno (amianto) è un singolo del cantautore italiano Fabrizio Moro, pubblicato il 7 giugno 2019.

## Descrizione
Si tratta di una nuova versione del brano Figli di nessuno, contenuto nell'album omonimo, realizzato con la partecipazione vocale del rapper italiano Anastasio.

## Tracce
1. Figli di nessuno (amianto) – 3:28